# اعترافات خصوصی
اعترافات خصوصی (سوئدی: Enskilda samtal) فیلمی به کارگردانی لیو اولمان است که در سال ۱۹۹۶ منتشر شد. از بازیگران آن می‌توان به مکس فون سیدو اشاره کرد.